# ريفرديل بارك (ماريلاند)
ريفرديل بارك (بالإنجليزية: Riverdale Park, Maryland)‏ هي بلدة تقع بولاية ماريلاند في الولايات المتحدة. تبلغ مساحتها 4.35 (كم²)، وترتفع عن سطح البحر 12 م، بلغ عدد سكانها 6956 نسمة في عام 2010 حسب إحصاء مكتب تعداد الولايات المتحدة وتصل الكثافة السكانية فيها 1627.7 نسمة/كم2.

## التركيبة السكانية
قام مكتب تعداد الولايات المتحدة بتحديد بيانات التركيبة السكانية لريفرديل بارك في تعداد الولايات المتحدة. في ما يلي، التركيبة السكانية حسب تعدادي 2000 و2010.

### تعداد عام 2000
بلغ عدد سكان ريفرديل بارك 6,690 نسمة بحسب تعداد عام 2000، وبلغ عدد الأسر 2,172 أسرة وعدد العائلات 1,437 عائلة مقيمة في البلدة.
وتوزع التركيب العرقي للبلدة بنسبة 39.91% من البيض و 0.49% من الأمريكيين الأصليين و 4.25% من الأمريكيين ذوي الأصول الآسيوية و 0.12% من سكان جزر المحيط الهادئ و 38.51% من الأمريكيين الأفارقة و 3.74% من عرقين مختلطين أو أكثر.
بلغ عدد الأسر 2,172 أسرة كانت نسبة 38.4% منها لديها أطفال تحت سن الثامنة عشر تعيش معهم، وبلغت نسبة الأزواج القاطنين مع بعضهم البعض 42.0% من أصل المجموع الكلي للأسر، وكانت نسبة 33.8% من غير العائلات. وبلغ متوسط حجم الأسرة المعيشية 3.60، أما متوسط حجم العائلات فبلغ 3.06.
بلغ العمر الوسطي للسكان 29 عاماً. وكانت نسبة 28.7% من القاطنين تحت سن الثامنة عشر، ونسبة 4.9% كانت ضمن فئة الخامسة والستون عاماً فما فوق. يوجد لكل 100 أنثى 110.6 ذكر، ويوجد لكل 100 أنثى في الثامنة عشر من عمرها فما فوق 109.3 ذكر.
بلغ متوسط دخل الأسرة في البلدة 44,041 دولار، أما متوسط دخل العائلة فبلغ 49,904 دولار. وكان متوسط دخل الذكور 30,053 دولار مقابل 30,200 دولار للإناث. وسجل دخل الفرد الخاص بالبلدة 19,293 دولار. وكانت نسبة 9.0% من العائلات ونسبة 12.0% من السكان تحت خط الفقر، وكان من هؤلاء نسبة 16.0% تحت سن الثامنة عشر ونسبة 7.2% في الخامسة والستين من العمر وما فوق.

### تعداد عام 2010
بلغ عدد سكان ريفرديل 205 نسمة بحسب تعداد عام 2010، وبلغ عدد الأسر 103 أسرة وعدد العائلات 67 عائلة مقيمة في المدينة. في حين سجلت الكثافة السكانية 151.9 نسمة لكل ميل مربع (58.6/كم2). وبلغ عدد الوحدات السكنية 188 وحدة بمتوسط كثافة قدره 139.3 لكل ميل مربع (53.8/كم2).
وتوزع التركيب العرقي للمدينة بنسبة 94.6% من البيض و 2.9% من الأمريكيين الأصليين و 2.0% من الأمريكيين ذوي الأصول الآسيوية و 0.5% من عرقين مختلطين أو أكثر.
بلغ عدد الأسر 103 أسرة كانت نسبة 11.7% منها لديها أطفال تحت سن الثامنة عشر تعيش معهم، وبلغت نسبة الأزواج القاطنين مع بعضهم البعض 61.2% من أصل المجموع الكلي للأسر، ونسبة 2.9% من الأسر كان لديها معيلات من الإناث دون وجود شريك، بينما كانت نسبة 1.0% من الأسر لديها معيلون من الذكور دون وجود شريكة وكانت نسبة 35.0% من غير العائلات. تألفت نسبة 30.1% من أصل جميع الأسر من أفراد ونسبة 10.7% كانوا يعيش معهم شخص وحيد يبلغ من العمر 65 عاماً فما فوق. وبلغ متوسط حجم الأسرة المعيشية 2.40، أما متوسط حجم العائلات فبلغ 1.99.
بلغ العمر الوسطي للسكان 56.2 عاماً. وكانت نسبة 9.8% من القاطنين تحت سن الثامنة عشر، وكانت نسبة 3% بين الثامنة عشر والأربعة وعشرون عاماً، ونسبة 14.6% كانت واقعةً في الفئة العمرية ما بين الخامسة والعشرون حتى والأربعة وأربعون عاماً، ونسبة 48.7% كانت ما بين الخامسة والأربعون حتى الرابعة والستون، ونسبة 23.9% كانت ضمن فئة الخامسة والستون عاماً فما فوق. وتوزع التركيب الجنسي للسكان بنسبة 50.7% ذكور و49.3% إناث.

## وصلات خارجية
- The US50 - Cities and Towns in Maryland State
- Maryland Cities and Towns, Facts, Map, Flag, Colleges, Government, and More